# 4 × 400 meter stafett för damer i friidrott vid olympiska sommarspelen 2016
Damernas 4 x 400 meter stafett vid olympiska sommarspelen 2016, i Rio de Janeiro i Brasilien avgjordes den 19-20 augusti på Estádio Olímpico João Havelange.

## Medaljörer
| Spel                  | Guld                                                                                                  | Silver | Brons                                                                     |
| 4 x 400 meter stafett | USA                                                                                                   | Jamaica | Storbritannien                                                            |
| 4 x 400 meter stafett | Courtney Okolo Natasha Hastings Phyllis Francis Allyson Felix Taylor Ellis-Watson* Francena McCorory* | Stephenie Ann McPherson Anneisha McLaughlin-Whilby Shericka Jackson Novlene Williams-Mills Christine Day* Chrisann Gordon* | Eilidh Doyle Anyika Onuora Emily Diamond Christine Ohuruogu Kelly Massey* |

## Resultat

### Kval

#### Heat 1
| Placering | Bana | Nation        | Tävlande                                                                  | Tid     | Noteringar |
| --------- | ---- | ------------- | ------------------------------------------------------------------------- | ------- | ---------- |
| 1         | 4    | USA           | Courtney Okolo, Taylor Ellis-Watson, Francena McCorory, Phyllis Francis   | 3:21,42 | Q, SB      |
| 2         | 8    | Ukraina       | Alina Lohvjnenko, Olha Bibik, Tetiana Melnjk, Olha Zemljak                | 3:24,54 | Q, SB      |
| 3         | 2    | Polen         | Małgorzata Hołub, Patrycja Wyciszkiewicz, Iga Baumgart, Justyna Święty    | 3:25,34 | Q, SB      |
| 4         | 1    | Australien    | Jessica Thornton, Anneliese Rubie, Caitlin Sargent-Jones, Morgan Mitchell | 3:25,71 | q, SB      |
| 5         | 3    | Frankrike     | Phara Anacharsis, Brigitte Ntiamoah, Marie Gayot, Floria Gueï             | 3:26,18 |            |
| 6         | 6    | Nederländerna | Madiea Ghafoor, Lisanne de Witte, Nicky van Leuveren, Laura de Witte      | 3:26,98 | NR         |
| 7         | 5    | Rumänien      | Adelina Pastor, Anamaria Ioniță, Andrea Miklós, Bianca Răzor              | 3:29,87 |            |
| 8         | 7    | Brasilien     | Joelma Sousa, Geisa Coutinho, Leticia de Souza, Jailma de Lima            | 3:30,27 | SB         |

#### Heat 2
| Placering | Bana | Nation         | Tävlande                                                                           | Tid     | Noteringar |
| --------- | ---- | -------------- | ---------------------------------------------------------------------------------- | ------- | ---------- |
| 1         | 4    | Jamaica        | Christine Day, Anneisha McLaughlin-Whilby, Chrisann Gordon, Novlene Williams-Mills | 3:22,38 | Q, SB      |
| 2         | 2    | Storbritannien | Emily Diamond, Anyika Onuora, Kelly Massey, Christine Ohuruogu                     | 3:24,81 | Q, SB      |
| 3         | 8    | Kanada         | Carline Muir, Alicia Brown, Noelle Montcalm, Sage Watson                           | 3:24,94 | Q, SB      |
| 4         | 3    | Italien        | Maria Benedicta Chigbolu, Maria Enrica Spacca, Ayomide Folorunso, Libania Grenot   | 3:25,16 | q, NR      |
| 5         | 5    | Tyskland       | Laura Muller, Friederike Möhlenkamp, Lara Hoffmann, Ruth Spelmeyer                 | 3:26,02 | SB         |
| 6         | 6    | Bahamas        | Lanece Clarke, Anthonique Strachan, Carmiesha Cox, Christine Amertil               | 3:26,36 | NR         |
| 7         | 1    | Indien         | Nirmala Sheoran, Tintu Lukka, Poovamma Raju Machettira, Anilda Thomas              | 3:29,53 |            |
| 8         | 7    | Kuba           | Lisneidy Veitia, Gilda Casanova, Roxana Gomez, Daisurami Bonne                     | 3:30,11 | SB         |

### Final
| Placering | Bana | Nation         | Tävlande                                                                                      | Tid     | Noteringar |
| --------- | ---- | -------------- | --------------------------------------------------------------------------------------------- | ------- | ---------- |
| 1         | 6    | USA            | Courtney Okolo, Natasha Hastings, Phyllis Francis, Allyson Felix                              | 3:19,06 | SB         |
| 2         | 5    | Jamaica        | Stephenie Ann McPherson, Anneisha McLaughlin-Whilby, Shericka Jackson, Novlene Williams-Mills | 3:20,34 | SB         |
| 3         | 3    | Storbritannien | Eilidh Doyle, Anyika Onuora, Emily Diamond, Christine Ohuruogu                                | 3:25,88 |            |
| 4         | 7    | Kanada         | Carline Muir, Alicia Brown, Noelle Montcalm, Sage Watson                                      | 3:26,43 |            |
| 5         | 4    | Ukraina        | Alina Lohvjnenko, Olha Bibik, Tetjana Melnjk, Olha Zemljak                                    | 3:26,64 |            |
| 6         | 1    | Italien        | Maria Benedicta Chigbolu, Maria Enrica Spacca, Ayomide Folorunso, Libania Grenot              | 3:27,05 |            |
| 7         | 8    | Polen          | Małgorzata Hołub, Patrycja Wyciszkiewicz, Iga Baumgart, Justyna Święty                        | 3:27,28 |            |
| 8         | 2    | Australien     | Jessica Thornton, Anneliese Rubie, Caitlin Sargent, Morgan Mitchell                           | 3:27,45 |            |